# Danmark ved sommer-OL 2004
Danmark deltog ved Sommer-OL 2004 i Athen, Grækenland fra den 13. til 29. august 2004.

## Medaljervindere
| Danmark under sommer-OL 2004 i Athen | Danmark under sommer-OL 2004 i Athen | Danmark under sommer-OL 2004 i Athen | Danmark under sommer-OL 2004 i Athen | Danmark under sommer-OL 2004 i Athen |
| Medalje                              | Navn | Sport                                | Konkurrence                          | Dato                                 |
| ------------------------------------ | --- | ------------------------------------ | ------------------------------------ | ------------------------------------ |
| Guld                                 | Eskild Ebbesen Thomas Ebert Thor Kristensen Stephan Mølvig | Roning                               | Letvægtsfirer mænd                   | 22. august                           |
| Guld                                 | Danmarks håndboldlandshold \| Kristine Andersen \| \| Karin Mortensen \| \| \| \| Karen Brødsgaard \| \| Louise Nørgaard \| \| \| \| Line Daugaard \| \| Rikke Schmidt \| \| \| \| Katrine Fruelund \| \| Rikke Skov \| \| \| \| Trine Jensen \| \| Camilla Thomsen \| \| \| \| Rikke Jørgensen \| \| Josephine Touray \| \| \| \| Lotte Kiærskou \| \| Mette Vestergaard \| \| \| \| Henriette Mikkelsen \| \| \| \| \| | Håndbold                             | Kvindernes turnering                 | 29. august                           |
| Sølv                                 | Joachim Olsen | Atletik                              | Kuglestød                            | 18. august                           |
| Bronze                               | Jens Eriksen Mette Schjoldager | Badminton                            | Mix double                           | 19. august                           |
| Bronze                               | Dorte O. Jensen Helle Jespersen Christina Otzen | Sejlsport                            | Kvindernes ynglingeklasse            | 21. august                           |
| Bronze                               | Michael Maze Finn Tugwell | Bordtennis                           | Herredouble                          | 21. august                           |
| Bronze                               | Signe Livbjerg | Sejlsport                            | Kvindernes Europaklasse              | 22. august                           |
| Bronze                               | Wilson Kipketer | Atletik                              | Mændenes 800-meter                   | 26. august                           |
| Kristine Andersen                    | | Karin Mortensen                      |                                      |                                      |
| Karen Brødsgaard                     | | Louise Nørgaard                      |                                      |                                      |
| Line Daugaard                        | | Rikke Schmidt                        |                                      |                                      |
| Katrine Fruelund                     | | Rikke Skov                           |                                      |                                      |
| Trine Jensen                         | | Camilla Thomsen                      |                                      |                                      |
| Rikke Jørgensen                      | | Josephine Touray                     |                                      |                                      |
| Lotte Kiærskou                       | | Mette Vestergaard                    |                                      |                                      |
| Henriette Mikkelsen                  | |                                      |                                      |                                      |